# Локальная теорема Муавра — Лапласа
Теорема Муавра — Лапласа — одна из предельных теорем теории вероятностей, установлена Лапласом в 1812 году. Если при каждом из {\displaystyle n} независимых испытаний вероятность появления некоторого случайного события {\displaystyle E} равна {\displaystyle p\in (0,1)}, и {\displaystyle m} — число испытаний, в которых {\displaystyle E} фактически наступает, то вероятность справедливости неравенства близка (при больших {\displaystyle n}) к значению интеграла Лапласа.

## Применение
При рассмотрении количества {\displaystyle m} появлений события {\displaystyle A} в {\displaystyle n} испытаниях Бернулли чаще всего нужно найти вероятность того, что {\displaystyle m} заключено между некоторыми значениями {\displaystyle a} и {\displaystyle b}. Так как при достаточно больших {\displaystyle n} промежуток {\displaystyle [a,b]} содержит большое число единиц, то непосредственное использование биномиального распределения
{\displaystyle p_{n}(m)={\frac {n!}{m!(n-m)!}}p^{m}q^{n-m}}
требует громоздких вычислений, так как нужно суммировать большое число определённых по этой формуле вероятностей.
Поэтому используют асимптотическое выражение для биномиального распределения при условии, что {\displaystyle p} фиксировано, а {\displaystyle n\rightarrow +\infty }. Теорема Муавра — Лапласа утверждает, что таким асимптотическим выражением для биномиального распределения является нормальная функция.

## Формулировка
Если в схеме Бернулли {\displaystyle n} стремится к бесконечности, величина {\displaystyle p\in (0,1)} постоянна, а величина {\displaystyle x_{m}={\frac {m-np}{\sqrt {npq}}}} ограничена равномерно по {\displaystyle m} и {\displaystyle n} (то есть {\displaystyle \exists a,b:-\infty <a\leqslant x_{m}\leqslant b<+\infty }), то
{\displaystyle P_{n}(m)={\frac {1}{\sqrt {2\pi npq}}}\exp \left(-{\frac {x_{m}^{2}}{2}}\right)(1+\alpha _{n}(m))}
где {\displaystyle \left|\alpha _{n}(m)\right|<{\frac {c}{\sqrt {n}}},c={\text{const}}>0}.
Приближённую формулу
{\displaystyle P_{n}(m)\approx {\frac {1}{\sqrt {2\pi npq}}}\exp \left(-{\frac {x_{m}^{2}}{2}}\right)}
рекомендуется применять при {\displaystyle n>100} и при {\displaystyle m>20}.

## Доказательство
Для доказательства теоремы будем использовать формулу Стирлинга из математического анализа:
{\displaystyle s!={\sqrt {2\pi }}s^{s+1/2}e^{-s}e^{\theta _{s}},} (1)
где {\displaystyle 0<\theta _{s}<1/{12s}}.
При больших {\displaystyle s} величина {\displaystyle \theta } очень мала, и приближённая формула Стирлинга, записанная в простом виде
{\displaystyle s!={\sqrt {2\pi }}s^{s+1/2}e^{-s}} (2)
даёт малую относительную ошибку, быстро стремящуюся к нулю при {\displaystyle s\rightarrow +\infty }.
Нас будут интересовать значения {\displaystyle m}, не очень отличающиеся от наивероятнейшего. Тогда при фиксированном {\displaystyle p} условие {\displaystyle n\rightarrow +\infty } будет также означать, что
{\displaystyle m\rightarrow +\infty ,n-m\rightarrow +\infty .} (3)
Поэтому использование приближённой формулы Стирлинга для замены факториалов в биномиальном распределении допустимо, и мы получаем
{\displaystyle p_{n}(m)\approx {\sqrt {\frac {n}{2\pi m(n-m)}}}\left({\frac {np}{m}}\right)^{m}\left({\frac {nq}{n-m}}\right)^{n-m}.} (4)
Также понадобится использование отклонения относительной частоты от наивероятнейшего значения:
{\displaystyle x_{m}={\frac {m}{n}}-p.} (5)
Тогда выражение (4) приобретает вид:
{\displaystyle p_{n}(m)=\left[2\pi n(p+x_{m})(q-x_{m})\right]^{-1/2}\left(1+{\frac {x_{m}}{p}}\right)^{-n(p+x_{m})}\left(1-{\frac {x_{m}}{q}}\right)^{-n(q-x_{m})}.} (6)
Предположим, что
{\displaystyle x_{m}<pq.} (7)
Взяв логарифм второго и третьего множителей равенства (6), применим разложение в ряд Тейлора:
{\displaystyle -n\left[(p+x_{m})\ln {\left(1+{\frac {x_{m}}{p}}\right)}+(q-x_{m})\ln {\left(1-{\frac {x_{m}}{q}}\right)}\right]=}
{\displaystyle -n\left[(p+x_{m})\left({\frac {x_{m}}{p}}-{\frac {x_{m}^{2}}{2p^{2}}}+{\frac {x_{m}^{3}}{3p^{3}}}-\cdots \right)+(q-x_{m})\left(-{\frac {x_{m}}{q}}-{\frac {x_{m}^{2}}{2q^{2}}}-{\frac {x_{m}^{3}}{3q^{3}}}-\cdots \right)\right].} (8)
Располагаем члены этого разложения по степеням {\displaystyle x_{m}}:
{\displaystyle -n\left[{\frac {x_{m}^{2}}{2}}\left({\frac {1}{p}}+{\frac {1}{q}}\right)-{\frac {x_{m}^{3}}{6}}\left({\frac {1}{p^{2}}}-{\frac {1}{q^{2}}}\right)+\cdots \right].} (9)
Предположим, что при {\displaystyle n\rightarrow +\infty ,}
{\displaystyle nx_{m}^{3}\rightarrow 0.} (10)
Это условие, как уже было указано выше, означает, что рассматриваются значения {\displaystyle m} не очень далёкие от наивероятнейшего. Очевидно, что (10) обеспечивает выполнение (7) и (3).
Теперь, пренебрегая вторым и последующими членами в разложении (6), получаем, что логарифм произведения второго и третьего членов произведения в правой части (8) равен
{\displaystyle -{\frac {n}{2pq}}x_{m}^{2}.} (11)
Отбрасывая малые слагаемые в скобках первого множителя (6), получаем
{\displaystyle p_{n}(m)\approx \left({\frac {1}{\sqrt {2\pi npq}}}\right)\exp {\left(-{\frac {n}{2pq}}x_{m}^{2}\right)}.} (12)
Обозначив
{\displaystyle \sigma ={\sqrt {\frac {pq}{n}}},} (13)
переписываем (12) в виде
{\displaystyle p_{n}(m)\approx {\frac {1}{n}}{\frac {1}{\sigma {\sqrt {2\pi }}}}\exp {\left(-{\frac {x_{m}^{2}}{2\sigma ^{2}}}\right)}={\frac {1}{n}}\varphi (x_{m}),} (14)
Где {\displaystyle \varphi (x_{m})} — нормальная функция.
Поскольку в интервале {\displaystyle [m,m+1)} имеется только одно целое число {\displaystyle m}, то можно сказать, что {\displaystyle p_{n}(m)} есть вероятность попадания {\displaystyle m} в интервал {\displaystyle [m,m+1)}. Из (5) следует, что изменению {\displaystyle m} на 1 соответствует изменение {\displaystyle x_{m}} на
{\displaystyle \Delta x={\frac {1}{n}}.} (15)
Поэтому вероятность попадания {\displaystyle m} в интервал {\displaystyle [m,m+1)} равна вероятности попадания {\displaystyle x_{m}} в промежуток {\displaystyle [x_{m0},x_{m0}+\Delta x),}
{\displaystyle P(x_{m0}\leq x_{m}\leq x_{m0}+\Delta x)=\varphi (x_{m})\Delta x.} (16)
Если {\displaystyle n\rightarrow +\infty }, то {\displaystyle \Delta x\rightarrow +0} и равенство (16) показывает, что нормальная функция {\displaystyle \varphi (x)} является плотностью случайной переменной {\displaystyle x_{m}}.
Таким образом, если {\displaystyle n\rightarrow +\infty ,nx^{3}\rightarrow 0} то для отклонения относительной частоты от наивероятнейшего значения справедлива асимптотическая формула (16), в которой {\displaystyle \varphi (x)} — нормальная функция с {\displaystyle x_{m}=0} и {\displaystyle \sigma ^{2}={\frac {pq}{n}}}.
Таким образом, теорема доказана.